# Kevin Brooks
Kevin M. Brooks, född 30 mars 1959 i Exeter, är en brittisk författare mest känd för sina romaner Lucas (2002) och Martyn Pig (2002). 
Brooks har studerat Psykologi och filosofi i Birmingham, Aston University och i London.  
Brooks författarkarriär började med utgivningen av Martyn Pig 2002 vilken vann Branford Boase Award 2003 och var nominerad till Carnegie Medal. Han har även skrivit Lucas (2002) vilken var nominerad till Guardian Children's Fiction Prize och Booktrust Teenage Prize 2003 och som vann North East Book Award 2004 och Deutscher Jugendliteraturpreis 2006.
2004 gav han ut Kissing the Rain och Bloodline. 2005 I See You, Baby och Candy. 2006 gav han ut tre böcker: Like Father, Like Son och Private Detective i Johnny Delgado serien, och The Road of the Dead. I februari 2008 gav han ut romanen Black Rabbit Summer, vilken nominerades till 2009 års Carnegie Medal.